# Route nationale 30 (Suède)
Pour les articles homonymes, voir Route nationale 30.
La route nationale 30 (en suédois : Riksväg 30) est une route nationale entre Jönköping et Växjö en Suède,.

## Présentation
La route nationale 30 s'étend dans le comté de Jönköping et le  comté de Kronoberg. 
La route nationale 30 bifurque de la route européenne 4 à 15 kilomètres au sud de Jönköping.
La route traverse des zones peu peuplées et densément boisées avec de petits lacs, elle traverse Lammhult, Vrigstad et Hok. 
La route passe ensuite devant l'aéroport de Växjö et croise la route nationale 25 et la route nationale 27.
La route a une longueur de 110 kilomètres.

## Tracé
| Km     | Lieu          | Carte interactive |
| ------ | ------------- | ----------------- |
| 0 km   | Jönköping     |                   |
|        | Hok           |                   |
|        | Vrigstad (en) |                   |
|        | Rörvik (en)   |                   |
|        | Lammhult      |                   |
|        | Moheda        |                   |
| 110 km | Växjö         |                   |